# علاج بالبروتونات

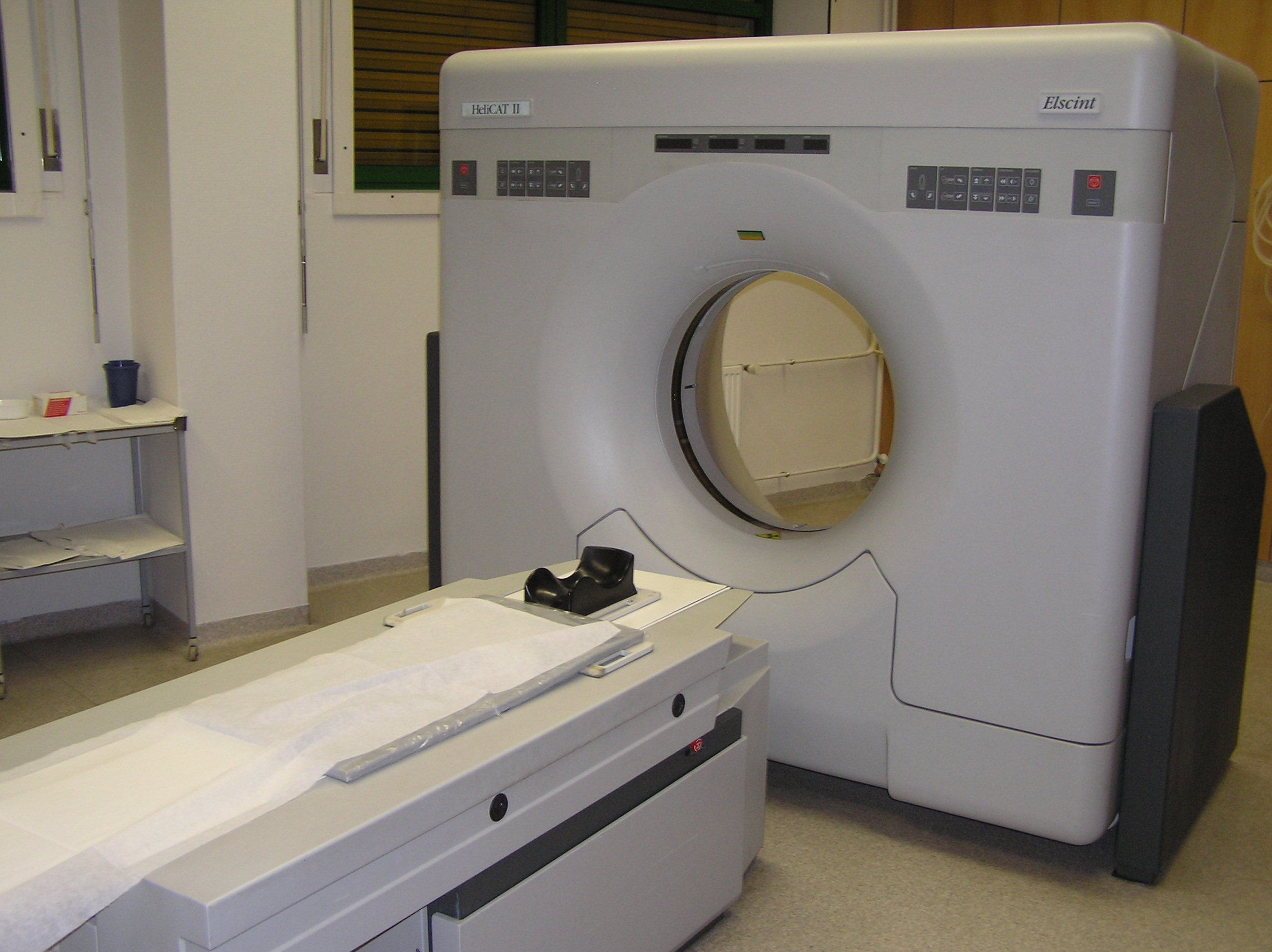
جهاز تصوير مقطعي محوسب TC يستخدم لمراقبة العلاج بالبروتونات.

علاج بالبروتونات (بالإنجليزية: Proton therapy) هو نوع من العلاج بالإشعاع يستخدم في علاج مرض السرطان والأورام الخبيثة. تنتج البروتونات السريعة في جهاز مسرع دوراني أو مسرع دوراني تزامني ثم توجه إلى الورم للقضاء على الخلايا السرطانية. يطبق هذه الطريقة بصفة خاصة على المرضى الذين لا تكفي الأشعة السينية لعلاجهم بسبب عمق الورم في الجسم أو بسبب حساسية العضو مثل الدماغ. ويسمح العلاج بالبروتونات بتركيز جرعة البروتونات الداخلة الجسم، بحيث لا تتضرر أنسجة الجسم الأخرى.
طريقة العلاج بالبروتونات السريعة هي أحد طرق العلاج بالجسيمات السريعة وأكثرها استخداما. كما توجد طرق للعلاج بالأيونات الثقيلة مثل أيونات الكربون.

## فاعليته

شدة تعمق البروتونات في الجسم بالمقارنة بتعمق الأشعة السينية (نوعين:أخضر وأزرق) وتعمق الإلكترونات.

نظرا لإمكانية تركيز شعاع البروتونات على الورم الخبيث فيمكن استخدامه إيضا في علاج الأعضاء الحساسة من الجسم وبصفة خاصه علاج الدماغ وأعصاب العمود الفقري وأوعيته الدموية. ينتج جهاز تسريع البروتونات بروتونات لها سرعة تعادل نحو 60% من سرعة الضوء، وتخرج من الجهاز كشعاع ضيق يوجه بدقة على الورم. وعند دخول فيض البروتونات في الجسم تضعف سرعتها بطريقة محسوبة بحيث تعطي أقصى طاقة لها في الورم نفسه عند توقفها. بذلك تعمل طاقة البروتون على إضرار الخلايا السرطانية، وتفكيك الدنا له، فلا يبقى سليما.
وعن طريق تغيير موضع دخول فيض البروتونات من جهات مختلفة في الجسم لإصابة الورم بطريقة مركزة فإن معظم طاقة الشعاع تنصب على الورم مع انخفاض درجة تأثر أعضاء الجسم الأخرى بالبروتونات فتبقى سليمة. وحتى ما يتضرر من خلايا الجسم بسبب إشعاع ضعيف فإن الجسم له القدرة على تصحيح تلك الأضرار. هذه الطريقة التي تستخدم البروتونات تكون أكثر كفاءة من الإشعاع بأشعة إكس لقتل خلايا السرطان. وفي نفس الوقت فهي تخفض من الأعراض الجانبية الناجمة عن الإشعاع، فالأعضاء المجاورة للورم لا تتأثر كثيرا بشعاع البروتونات لأن شعاع البروتونات لا يتركز عليها (أنظر علاج بالأشعة) فهو يدخل إلى الورم من زوايا مختلفة ويتركز على الورم.
تتم العملية بمتابعة صور مجسمة بالحاسوب تؤخذ بالأشعة السينية.

## الوضع الحالي
عولج في فترة الخمسين سنة الأخيرة وحتى أخر 2012 نحو 90.000 شخص على مستوى العالم بأشعة البروتونات، وكتبت عنها المجلات الطبية المختصة.
وفي معظم الأحوال تتولى صناديق التأمين الصحي بمصاريف العلاج، لأنها تكون باهظة.
فمثلا لايتكفل صندوق الـتأمين الصحي علاج سرطان الثدي بالبروتونات السريعة لأن العلاج بأشعة إكس كافية. ويتكفل بعلاج أورام خبيثة في الكبد وفي الدماغ وفي الأوعية الدموية في العمود الفقري أو الأورام الحبلية.

## مراكز للعلاج
أنشيء أول مركز للعلاج بالبروتونات في أوروبا الغربية عام 1984 في معهد بول شيرر PSI في مدينة «فيليجن» بسويسرا. وقد عولج فيه نحو 6000 مريض حتى 2012 كانوا يعانون من ورم في العين. ثم أنشئت مراكز علاجية في ميونيخ تقوم بالعلاج بالبروتونات بطريقة تسمى Spot-Scanning-Technik، وهي تستخدم فيضا سعة 7 مليمتر من البروتونات تصوب على الورم من أماكن مختلفة لتركيز الشعاع علي الورم داخل الجسم. وقد عولج فيه نحو 850 مريض حتى نهاية 2012 . ثم استحدث في فبراير 2007 المسرع الدوراني ليعمل بملف فائق التوصيل (يزيد من شدة المجال المغناطيسي بتكلفة أقل للكهرباء). ويعتبر معهد بول شيرر بسويسرا المركز الوحيد PSI الذي يعمل بطريقة توفيق شدة الفيض للعلاج بالبروتونات. وقد عولج فيه لأول مرة مريض يعاني من ورم حبلي في العمود الفقري، وكان ذلك في عام 1999 .
وفي ألمانيا توجد ثلاثة مراكز للعلاج بالبروتونات: مركز رينيكر للعلاج بالبروتونات Rinecker Proton Therapy Center (RPTC) في ميونيخ وهو يحتوي على أربعة أجهزة تصوير مقطعي محوسب Gantries . كما يوجد في برلين
معمل العلاج بالأيونات ISL التابع «لمركز هلمهولتز برلين» لعلاج أورام العين.
ويعتبر مركز رينيكر للعلاج بالبروتونات RPTC في ميونيخ هو أول مركز يبنى في مستشفى، حيث بدأ العلاج فيه في مارس 2009 . كذلك بني مشروع للعلاج بين 1997 إلى 2008 في مركز هلمهولتز للأيونات الثقيلة GSI في مدينة دارمشتات، حيث تستخدم أيونات الكربون في العلاج.
وتبعهم مشروع العلاج بالأيونات الثقيلة الذي أنشيء في المستشفي الجامعي بهايدلبرغ HIT
)، وهو يستخدم مسرع دوراني أكتمل إنشاؤه في نوفمبر 2009 . وفي المستشفي الجامعي بهايدلبرغ يعالج المرضى بالبروتونات وبأيونات الكربون في إطار اختبار الطريقة للعلاج. ويعتبر مركز HIT في هايدلبرغ هو المركز الوحيد في العالم الذي يعالج بالبروتونات وبأيونات الكربون. كما تستخدم أيونات ثقيلة أخرى مثل الهيليوم وايونات الأكسجين في الإطار التجريبي لاختبار فاعليتها.
كان أول مركز في العالم يبنى في مستشفى للعلاج بالبروتونات هو مركز المركز الطبي لجامعة لوما لندا LLUMC في كاليفورنيا بالولايات المتحدة، وبني في عام 1990 . وقد قامت المستشفى بعلاج نحو 16.000 مريض لاكثر من 50 نوع من الأورام السرطانية، وعلاج أعراض أخرى.
ويعالج بها بين 1000 و1500 مريض بواسطة سيكلوترون عالي القدرة (250 ميجا فولط Optivus ) ويعالج في تلك المستشفى عدد من المرضى أكثر من مجموع المعالجين في المراكز العالمية الأخرى. كما تقوم مستشفى LLUMC بعلاج سرطان البروستاتا، مدعما ببرنامج للعناية والنقاهة بعد العلاج.
بواقع عام 2013 توجد في الولايات المتحدة الأمريكية 12 مركزا ومستشفي للعلاج بالبروتونات (أنظر ويكيبيديا الإنجليزية)، كما يوجد مركزين للعلاج في فرنسا واحد في «أورساي» بالقرب من باريس والآخر في نيس.

## تطويرات جديدة
يجرى حاليا تطوير لانتاج معجلات للبروتونات بتكلفة أقل، بحيث تسمح باستفادة عدد كبير من مرضى السرطان. كما تجري تصميمات لتصنيع مسرع دوراني ذو موصلية فائقة وأن يكون في حجم منضدة فقط.
.

## اقرأ أيضا
- مركز هايدلبرج للعلاج بشعاع أيونات
- علاج بالأشعة
- علاج باليود المشع

- المركز الألماني لبحوث السرطان
- مركز هايدلبرج للعلاج بشعاع أيونات